# Феърпорт Конвеншън
„Феърпорт Конвеншън“ (на английски: Fairport Convention) е английска фолк рок група.
Сформирана е през 1967 г. Смятана е за най-влиятелната група в движението на английския фолк рок.
Основополагащият им албум Liege & Lief е считан за началната точка на електрическия фолк или английския фолк рок, който носи решително английска идентичност на рок музиката и спомага за събуждането на интереса към традиционната музика. Големият брой музиканти, които минават през групата, са сред най-уважаваните и влиятелни дейци на епохата си и продължават музикалния си път в други значими банди или се впускат в солови кариери.
От 1979 г. групата е домакин на Фестивала в Кропръди, който е най-голямото по рода си ежегодно събитие в Англия. Като личности, както и като колектив, получават множество награди, отчитащи техния принос към музиката и културата. Към 2014 г. продължават да записват музика и да концертират.